# 復興共和制 (メキシコ)

メキシコ共和国
República Mexicana (スペイン語)

国歌: Himno Nacional Mexicano（スペイン語）
メキシコの国歌

メキシコ共和国の位置

復興共和制（ふっこうきょうわせい、スペイン語: República Restaurada、復興共和国とも訳される）は、1867年から1876年まで続く、帝政が崩壊し再び樹立されたメキシコに於ける連邦・大統領制共和国である。
この時代は、メキシコ出兵とメキシコ第二帝政の崩壊に始まり、ポルフィリオ・ディアスの大統領就任で終わった。その後は、本来1880年11月30日に任期を終える予定であったディアス大統領は再選され続け、1911年までの約30年間続くポルフィリアートと呼ばれる独裁体制が築き上げられた。